# Caribert II

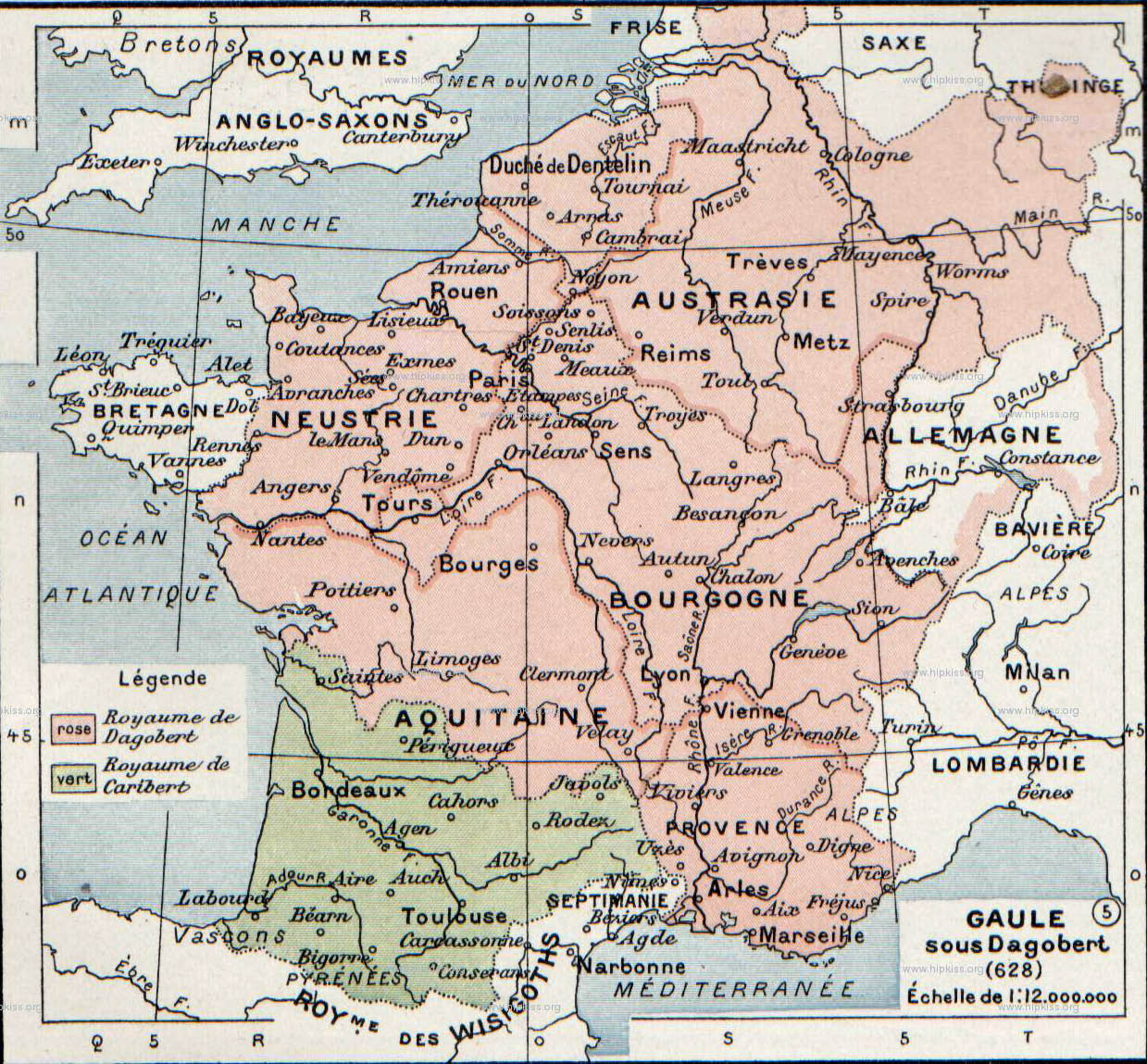
El regne d'Aquitània (en verd), el 628

Caribert II fou rei d'Aquitània, era el fill de Clotari II i germanastre de Dagobert I. Es converteix en rei d'Aquitània l'any 629, en un regne creat per a l'ocasió per Dagobert I, amb el compromís de la seva renúncia a la corona dels francs. Aquest regne, s'estenia fins als Pirineus, i comprenia diversos comtats situats entre Tolosa i Bordeus, però també les regions de Caors, Agen, Perigús i Santes. Establí la seva capital a Tolosa. Va tenir un començament difícil per les incursions dels bascs, que amenaçaven nombrosos comtats del sud-oest. Morí l'any 632, i el seu fill Khilperic d'Aquitània que el succeí, va ser assassinat poc després, i Dogobert va ser acusat de ser-ne el responsable. Amb aquesta mort Dagobert va esdevenir rei d'Aquitània i va poder tornà a recompondre el regne franc.